# Flughafen Rankin Inlet

i7
i11
i13
Der Rankin Inlet Airport ist ein Flughafen in Rankin Inlet, Nunavut (Kanada). Er wird von der Regierung von Nunavut betrieben.

## Lage und Daten
Der Flughafen mit einer 46 m breiten und 1800 m langen asphaltierten Landebahn liegt etwa 25 km südöstlich des Peter Lake am nordwestlichen Rand der Hudson Bay unmittelbar am Nipissak Lake.

## Fluggesellschaften
Angeflogen wird der Airport von den Fluggesellschaften:
- Calm Air
- Canadian North
- Keewatin Air und
- Kivalliq Air

## Zwischenfälle
- Am 8. Januar 1957 musste mit einer Avro York C.1 der Transair (Kanada) (Luftfahrzeugkennzeichen CF-HIQ) am Ufer der Hudson Bay 33 Kilometer südlich des Flughafens Rankin Inlet (Nordwest-Territorien) notgelandet werden. Alle drei Besatzungsmitglieder des Frachtfluges überlebten. Die Maschine wurde zum Totalschaden.[1]

- Am 31. Mai 1974 verloren die Piloten einer Bristol 170 Freighter Mk. 31E der kanadischen Lambair (CF-QWJ) nach einem Triebwerksausfall die Kontrolle über die Maschine. Diese ging in einen Spiralsturz über und schlug nahe dem Flughafen Rankin Inlet auf dem Eis auf. Beide Piloten, die einzigen Insassen auf dem Flug, kamen ums Leben.[2][3]